# Episodi di American Housewife (prima stagione)
La prima stagione della serie televisiva American Housewife è stata trasmessa dalla  rete televisiva statunitense ABC dall'11 ottobre 2016 al 16 maggio 2017.
In Italia è stata pubblicata su Star (Disney+) il 14 maggio 2021.
| nº | Titolo originale         | Titolo italiano               | Prima TV USA     | Pubblicazione Italia |
| -- | ------------------------ | ----------------------------- | ---------------- | -------------------- |
| 1  | Pilot                    | Le mamme di Westport          | 11 ottobre 2016  | 14 maggio 2021       |
| 2  | The Nap                  | Il lavoro più bello del mondo | 18 ottobre 2016  | 14 maggio 2021       |
| 3  | Westport Zombies         | Gli zombie di Westport        | 25 ottobre 2016  | 14 maggio 2021       |
| 4  | Art Show                 | Forme in mostra               | 1º novembre 2016 | 14 maggio 2021       |
| 5  | The Snub                 | Promesse mancate              | 15 novembre 2016 | 14 maggio 2021       |
| 6  | The Blow-Up              | Il Ringraziamento             | 22 novembre 2016 | 14 maggio 2021       |
| 7  | Power Couple             | Coppia vincente               | 29 novembre 2016 | 14 maggio 2021       |
| 8  | Westport Cotillion       | Lezioni di galateo            | 6 dicembre 2016  | 14 maggio 2021       |
| 9  | Krampus Katie            | Katie Krampus                 | 13 dicembre 2016 | 14 maggio 2021       |
| 10 | The Playdate             | La gretta via                 | 3 gennaio 2017   | 14 maggio 2021       |
| 11 | The Snowstorm            | Al campeggio                  | 10 gennaio 2017  | 14 maggio 2021       |
| 12 | Surprise                 | Sorpresa!                     | 17 gennaio 2017  | 14 maggio 2021       |
| 13 | Then and Now             | Ieri ed oggi                  | 7 febbraio 2017  | 14 maggio 2021       |
| 14 | Time for Love            | Linguaggio d'amore            | 14 febbraio 2017 | 14 maggio 2021       |
| 15 | The Man Date             | Uscita fra amici              | 21 febbraio 2017 | 14 maggio 2021       |
| 16 | Bag Lady                 | Il colonnello                 | 7 marzo 2017     | 14 maggio 2021       |
| 17 | Other People's Marriages | I matrimoni degli altri       | 14 marzo 2017    | 14 maggio 2021       |
| 18 | The Otto Motto           | Il motto degli Otto           | 4 aprile 2017    | 14 maggio 2021       |
| 19 | The Polo Match           | La partita di polo            | 11 aprile 2017   | 14 maggio 2021       |
| 20 | The Walk                 | La camminata                  | 18 aprile 2017   | 14 maggio 2021       |
| 21 | The Club                 | Il club                       | 2 maggio 2017    | 14 maggio 2021       |
| 22 | Dude, Where's My Napkin? | Ricordi annebbiati            | 9 maggio 2017    | 14 maggio 2021       |
| 23 | Can't Hide it Anymore    | Non si può più nascondere     | 16 maggio 2017   | 14 maggio 2021       |